# Hieracium krylovii
Hieracium krylovii là một loài thực vật có hoa trong họ Cúc. Loài này được Nevski ex Schljakov mô tả khoa học đầu tiên năm 1977.